# Lentinus zeyheri
Lentinus zeyheri är en svampart som beskrevs av Berk. 1843. Lentinus zeyheri ingår i släktet Lentinus och familjen Polyporaceae.   Inga underarter finns listade i Catalogue of Life.